# Calinic Miclescu
Calinic Miclescu (né le 16 avril 1822 à Suceava et mort le 14 août 1886 à Bucarest) est un prêtre orthodoxe et un homme politique roumain exerçant les fonctions de métropolite de Moldavie (1865-1875), puis celles de primat métropolitain des Principautés unies de Moldavie et de Valachie (1875-1886) et de président du Sénat (1876-1879). 

## Biographie
Constantin (Costache) Miclescu, le futur métropolite Calinic Miclescu, est né le 16 avril 1822, dans la ville de Suceava, d'une ancienne famille aristocratique, son oncle étant le métropolite de Moldavie, Sofronie Miclescu. Il est le troisième fils et le quatrième des dix enfants du logothète Scarlat Miclescu (1788-1853), qui serait mort empoisonné et de Maria Beldimann (1795-1859). 
Il devient moine à Huși le 18 juin 1842, sous le nom de Calinic, grâce à son oncle, l'évêque Sofronie Miclescu. Il est ordonné hiérodiacre (23 avril 1843), hiéromoine (31 novembre 1848) et a ensuite été ordonné protosinghel et archimandrite. 
Entre 1851 et 1858, il est higoumène du monastère de Slatina, lorsqu'il fonde une école dans le village de Mălini pour les enfants des paysans. Le 2 février 1855, il est ordonné évêque titulaire avec le titre de « Hariupoleos ». Il travaille comme membre du Divan ad-hoc (1857). Pendant une période, Calinic est nommé évêque adjoint à Huși (8 novembre 1858 -15 janvier 1861), ensuite il est redevenu abbé au monastère de Slatina (1861-1863). 
Le 7 mai 1863, Calinic Miclescu est nommé député métropolitain de Moldavie, puis le 10 mai 1865, il est nommé métropolite de Moldavie et de Bucovine par décret du prince Alexandre Jean Cuza. 

### Participation au mouvement anti-unioniste
Dans les premiers mois qui ont suivi l'abdication d'Alexandre Jean Cuza, la situation aux Principautés unies n'était pas du tout claire. Le plébiscite pour l'élection du prince Charles de Hohenzollern comme Domnitor avait été perturbé par l'émergence de mouvements sociaux, en particulier parmi les paysans, effrayés par la possibilité d'une abrogation de la loi rurale de 1864. Un début de rébellion a également eu lieu parmi les militaires restés fidèles à Cuza-Vodă (garde-frontières sur le Danube ). Dans le contexte de cette situation troublée, certaines puissances étrangères (notamment la Russie, l'Autriche et l'Empire ottoman) ont ouvertement exprimé leur hostilité à l'idée d'élire un prince étranger sur le trône vacant, encourageant même un mouvement séparatiste entre les Moldaves et les Valaques. 
À Iași, à la tête des actions sécessionnistes se trouvait le prince Costache Moruzzi, complotant avec la Russie. Il dirigeait un groupe énergique, composé de Nicolae Rosetti-Roznovanu, Teodor Boldur-Lățescu, Nicu Ceaur-Aslan, etc. Du côté des conspirateurs, on compte le métropolite Calinic Miclescu, que Titu Maiorescu appelle « le facile à vivre Metropolite Calinic ».  
Le matin du 15 avril 1866, dans la cour de l'église métropolitaine et du palais Roznovanu, de l'autre côté de la route, la foule de Iași s'était rassemblée, munie de gourdins et d'armes. Au palais Roznovanu, le métropolite Calinic bénit la foule et signe la déclaration séparatiste. Puis, au son des cloches, Calinic, la croix à la main, se met à la tête des rebelles, les exhortant au palais, où le lieutenant royal, Lascăr Catargiu, était venu la veille dans la capitale moldave pour déjouer le complot séparatiste. 
L'armée est appelée à intervenir : la foule des anti-unionistes étant rejetée sur Ulița Mare, en direction de l'église métropolitaine et du palais Roznovanu. Plusieurs coups de feu ont été tirés depuis le palais et la bande qui était venue rétablir l'ordre a été attaquée avec des pierres. Après plusieurs coups de feu et le général Davila a tenté de pacifier la foule qui l'a accueilli avec des pierres et des balles. La troupe a tiré vigoureusement pour disperser les rebelles, tuant 16 personnes et en blessant plus de 30. On compte plus de 100 morts et blessés chez les rebelles. La barricade devant la résidence de Roznovanu est démolie. 
Calinic Miclescu, blessé, est aidé par le diacre Ion Creangă qui, avec son collègue Ienăchescu, le cache dans le sous-sol d'une maison voisine, lui sauvant ainsi la vie. Le métropolite, déguisé en caftan juif, a secrètement rencontré Titu Maiorescu, qui l'a convaincu de se rendre. Il a été emmené au monastère de Saint-Spiridon et son appartement métropolitain a été scellé. De nombreuses arrestations ont été opérées parmi les rebelles et le métropolite de Moldavie a été inculpé. Probablement, serait-il tombé en disgrâce, comme jadis son oncle Sofronie, si le prince Carol, qui venait d'entrer dans le pays, n'avait pas signé un décret d'amnistie à Golești, qui a sauvé la vie de Calinic Miclescu et lui a pardonné. Des opposants moldaves sont acquittés de « crimes politiques ». 
Suspendu entre le 18 avril 1866 et le 14 juin 1866, Miclescu est affecté dans les diocèses de Roman, Huși et du Bas-Danube. Comme beaucoup de personnalités de l'époque, Calinic Miclescu se réconcilie enfin avec la réalité. En avril 1868, alors que le prince Carol Ier se rendait en Moldavie, il a accepté de l'héberger au palais métropolitain. D'autre part, le chef du Mouvement de 1866, Nicolae Rosetti-Roznovanu, a invité le prince à sa cérémonie de mariage.

### Metropolite-Primat
Après la mort du métropolite Nifon Rusailă, en mai 1875, Calinic Miclescu est élu primat métropolite de Roumanie, conservant cette dignité jusqu'à sa mort. Le 11 avril 1876, en tant que sénateur de droit, il est élu, sur proposition de Ion Brătianu, président du Sénat, avec 47 voix sur 53 électeurs. Le 14 mars 1881, le Sénat, après la Chambre des députés, vote la loi par laquelle la Roumanie devient un royaume, Carol Ier étant proclamé roi.  
Pendant son pastorat, les cours de la Faculté de théologie de Bucarest ont été ouverts, sur son insistance (1881) ; l'imprimerie des livres paroissiaux a été fondée (1882). Le 25 mars 1882, le jeudi saint, les membres du Saint Synode ont sanctifié, pour la première fois, la « Sainte et la Grande Myrrhe » dans la cathédrale métropolitaine de Bucarest, sans demander la permission du Patriarcat œcuménique : preuve que l'autocéphalie n'est devenue qu'un problème formel. L'action a attiré une protestation écrite très sévère du patriarche œcuménique Joachim III. 
La réponse a été donnée par l'évêque de Melchizédek, le 23 novembre 1882, une réponse qui allait devenir l' « acte synodal qui inclut l'autocéphalie de l'Église orthodoxe roumaine et ses relations avec le Patriarcat de Constantinople ». Après plusieurs tentatives, le 25 avril 1885, le patriarche œcuménique Joachim IV a confirmé l'autocéphalie de l'Église. Le 30 mai 1885, le primat métropolite de Roumanie, Calinic Miclescu, a envoyé une lettre de remerciements au Patriarcat œcuménique, annonçant aux deux autres Églises sœurs autocéphales la reconnaissance officielle de l'autocéphalie de l'Église orthodoxe roumaine. 
Le métropolite calinique Miclescu meurt le 14 août 1886, à Bucarest, de calculs rénaux et vésicaux. Il a été enterré au monastère de Neamț, sous le petit porche, du côté ouest, dans le même tombeau que son oncle Sofronie Miclescu.